# San Vicente (Palawan)
San Vicente ist eine philippinische Stadtgemeinde in der Provinz Palawan. Sie hat 31.232 Einwohner (Zensus 1. August 2015). Das nordöstliche Gebiet der Gemeinde liegt im Naturpark Malampaya Sound Protected Landscape/Seascape, der ein kombiniertes Landschafts- und Meeresschutzgebiet ist.
Im Barangay Port Barton wurde der Port Barton Marine Park eingerichtet, der in Zusammenarbeit mit USAID und den örtlichen Behörden betreut wird.

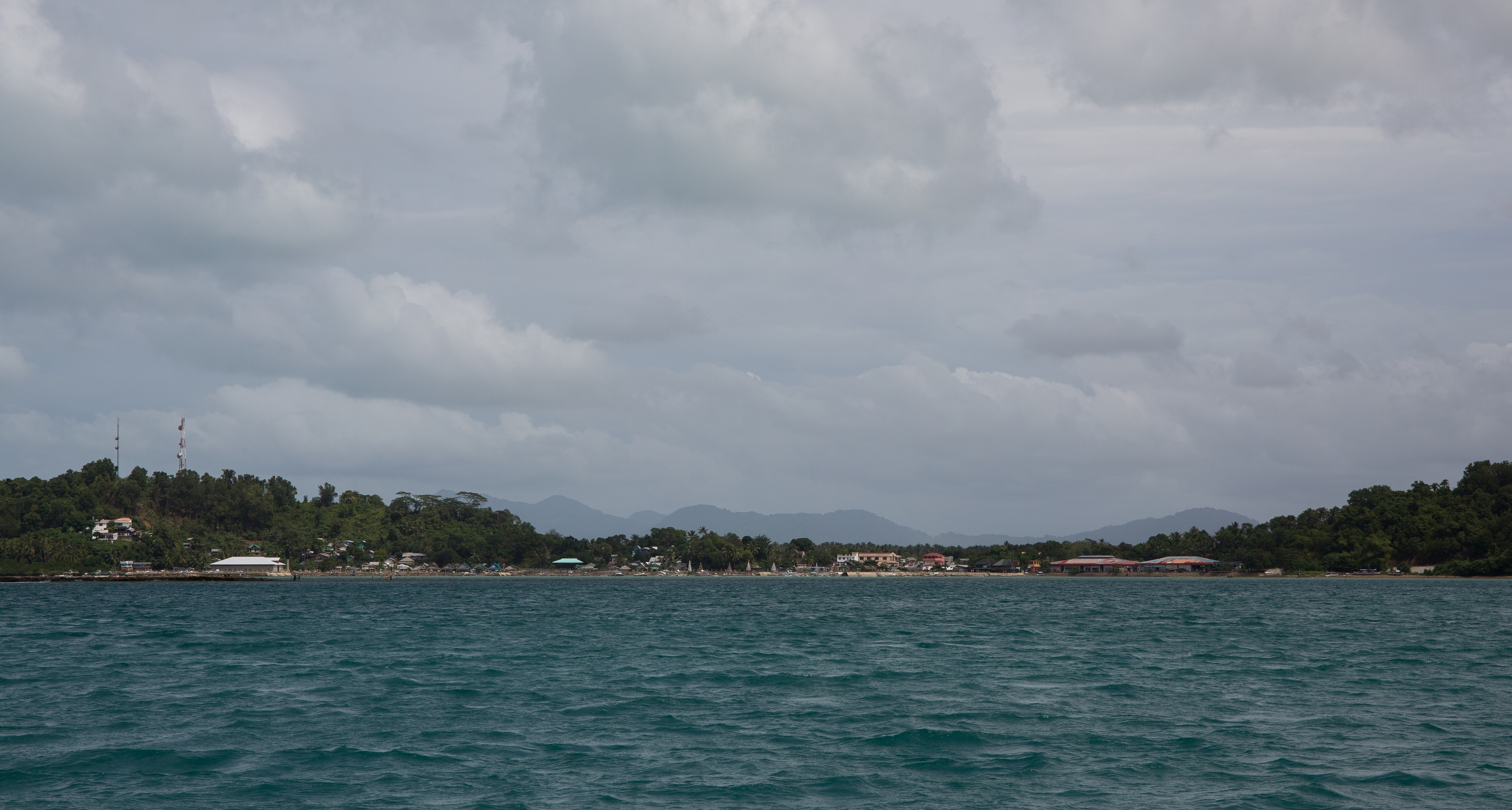
San Vicente

## Baranggays
San Vicente ist politisch in zehn Baranggays unterteilt.
- Alimanguan
- Binga
- Caruray
- Kemdeng
- New Agutaya
- New Canipo
- Port Barton
- Poblacion (San Vicente)
- San Isidro
- Santo Niño